# Nicolae Marinescu
Nicolae Marinescu, romunski general, * 1884, † 1963.